# Damernas sprintstafett i längdskidåkning vid olympiska vinterspelen 2014
Damernas sprintstafett i längdskidåkning vid olympiska vinterspelen 2014 hölls på anläggningen Laura längdåknings- och skidskyttekomplex i skidorten Krasnaja Poljana, Ryssland, cirka 60 km från Sotji, den 19 februari 2014. Tävlingen var i klassisk stil, kördes över 6 × 1,3 km och var damernas näst sista tävling i mästerskapet. Tävlingen vanns av det norska laget, med Finland på silverplats och Sverige trea.

## Medaljörer
| Disciplin     | Guld                                         | Silver                                      | Brons                                    |
| Sprintstafett | Norge Ingvild Flugstad Østberg Marit Bjørgen | Finland Aino-Kaisa Saarinen Kerttu Niskanen | Sverige Ida Ingemarsdotter Stina Nilsson |

## Förlopp
Det norska laget, med Ingvild Flugstad Østberg och Marit Bjørgen, var i täten genom i sort sett genom hela loppet och gick i mål nio sekunder före nästa lag. Finlands lag, med Aino-Kaisa Saarinen och Kerttu Niskanen, ledde efter första växlingen med elva sekunder men hanns på andra sträckan ikapp av Norge (genom Bjørgen) och växlade knappt två sekunder efter Norge. Finland fick ägna resten av stafetten åt att försöka minska avståndet upp till ledande Norge.
Sverige, med Ida Ingemarsdotter och Stina Nilsson, låg vid första växlingen på tredje plats, sekunden efter ledande Finland. På andra och tredje sträckorna föll man dock tillbaka och växlade efter sträcka 3 som fyra, 16 sekunder efter täten. Under nästa sträcka kämpade Sverige med Tyskland och Polen om den sista medaljplatsen. Polen sjönk på slutsträckan tillbaka till en slutlig femteplats, en halv minut från guldtiden.
Sverige låg under hela andra halvan av loppet strax bakom Tyskland. Sveriges Stina Nilsson lyckades dock, genom en stark avslutning, spurta förbi Tyskland på upploppet och gå i mål som trea, en dryg sekund före en trött Denise Herrmann.

## Resultat

### Semifinaler
Tävlingen startade cirka 13:15 lokal tid (UTC+4)
| Placering | Heat | Bib | Land      | Idrottare                              | Tid      | Noteringar |
| --------- | ---- | --- | --------- | -------------------------------------- | -------- | ---------- |
| 1         | 1    | 1   | Norge     | Ingvild Flugstad Østberg Marit Bjørgen | 16.43,45 | Q          |
| 1         | 1    | 3   | Sverige   | Ida Ingemarsdotter Stina Nilsson       | 16.48,76 | Q          |
| 2         | 1    | 2   | USA       | Sophie Caldwell Kikkan Randall         | 16.51,36 | LL         |
| 3         | 1    | 7   | Schweiz   | Bettina Gruber Seraina Boner           | 17.02,14 | LL         |
| 4         | 1    | 6   | Kanada    | Perianne Jones Daria Gaiazova          | 17.09,13 |            |
| 5         | 1    | 5   | Frankrike | Aurore Jéan Célia Aymonier             | 17.10,07 |            |
| 6         | 1    | 4   | Italien   | Ilaria Debertolis Gaia Vuerich         | 17.35,98 |            |
| 7         | 1    | 8   | Kina      | Man Dandan Li Hongxue                  | 17.40,90 |            |
| 8         | 1    | 9   | Kazakstan | Yelena Kolomina Anastassiya Slonova    | 17.49,66 |            |
| 1         | 2    | 10  | Slovenien | Alenka Čebašek Katja Višnar            | 16.42,15 | Q          |
| 2         | 2    | 11  | Finland   | Aino-Kaisa Saarinen Kerttu Niskanen    | 16.49,43 | Q          |
| 3         | 2    | 12  | Tyskland  | Stefanie Böhler Denise Herrmann        | 16.49,61 | LL         |
| 4         | 2    | 13  | Polen     | Sylwia Jaśkowiec Justyna Kowalczyk     | 16.58,98 | LL         |
| 5         | 2    | 14  | Ryssland  | Anastasia Dotsenko Julia Ivanova       | 16.59,50 | LL         |
| 6         | 2    | 15  | Österrike | Katerina Smutna Teresa Stadlober       | 17.00,32 | LL         |
| 7         | 2    | 16  | Slovakien | Alena Procházková Daniela Kotschová    | 18.51,94 |            |
|           | 2    | 17  | Ukraina   | Marina Lisogor Kateryna Serdyuk        | DNS      |            |

### Final
| Pl. | Nr | Land      | Idrottare                              | Tid      | Tidsavstånd |
| --- | -- | --------- | -------------------------------------- | -------- | ----------- |
| 1   | 1  | Norge     | Ingvild Flugstad Østberg Marit Bjørgen | 16.04,05 | +0,0        |
| 2   | 11 | Finland   | Aino-Kaisa Saarinen Kerttu Niskanen    | 16.13,14 | +9,09       |
| 3   | 3  | Sverige   | Ida Ingemarsdotter Stina Nilsson       | 16.23,82 | +19,77      |
| 4   | 12 | Tyskland  | Stefanie Böhler Denise Herrmann        | 16.24,97 | +20,92      |
| 5   | 13 | Polen     | Sylwia Jaśkowiec Justyna Kowalczyk     | 16.35,54 | +31,49      |
| 6   | 14 | Ryssland  | Anastasia Dotsenko Julia Ivanova       | 16.44,91 | +40,86      |
| 7   | 7  | Schweiz   | Bettina Gruber Seraina Boner           | 16.45,47 | +41,42      |
| 8   | 2  | USA       | Sophie Caldwell Kikkan Randall         | 16:48,08 | +44,03      |
| 9   | 15 | Österrike | Katerina Smutna Teresa Stadlober       | 16.49,16 | +45,11      |
| 10  | 10 | Slovenien | Alenka Čebašek Katja Višnar            | 16.57,98 | +53,93      |